# 横濱音泉倶楽部
横濱音泉倶楽部（よこはまおんせんくらぶ）は、日本のビッグバンド団体の１つ。トランペット奏者の清水康弘が代表を、サックス奏者の平原まことが名誉音楽監督を務める。

## 概要
1996年に発足。プロミュージシャン、音楽学校生、社会人、学生（高校生を含む）と幅広い年代・立場の人間が50人以上在籍する。
イベントごとに異なる様々なニーズに応えるため、団内に分課が存在するのが特徴。横濱音泉玉子（高校生主体）、横濱蚤跳楽団（ウクレレセクション付ビッグバンド、Yokohama Jazz EnsembleLab（プロミュージシャン主体など）。
これまで2枚のアルバムを発表している。

## 主要な受賞歴
- 2001年Student Jazz Festival2001　トランペットセクション賞受賞
- 2002年Student Jazz Festival2002　トランペットセクション賞、ベストMC賞受賞
- 2003年Student Jazz Festival2003　トランペットセクション賞受賞
- 2004年Student Jazz Festival2004　ベストプレイヤー賞受賞
- 2005年Student Jazz Festival in 浜松 　ベストプレイヤー賞受賞
- 2005年WINTER BIGBAND CONTEST(スイングジャーナル主催)　準優勝・ベストパフォーマンス賞受賞

## ディスコグラフィ
- COLLABORATION ～Aloha! Big Band & Uke～ 2003年9月
- CRYSTAL GEYSER 2010年6月

## 出演

### テレビ
- 音遊人（みゅーじん）（テレビ東京）2005年12月

## 横濱音泉倶楽部を取り上げた書籍・記事等
- 高木ブーの楽しくウクレレ (岩波アクティブ新書)～ 2002年7月
- バンドジャーナル（音楽之友社）～ 2006年5月号
- バンドジャーナル（音楽之友社）～ 2006年6月号
- 石巻日日新聞～ 2012年8月28日
- 神奈川新聞～ 2013年8月18日